# Hillsview
Hillsview és una població dels Estats Units a l'estat de Dakota del Sud. Segons el cens del 2000 tenia 3 habitants.

## Demografia
Segons el cens del 2000, Hillsview tenia 3 habitants. La densitat de població era d'1,8 habitants per km².
L'edat mediana era de 64 anys.
Cap de les famílies estaven per davall del llindar de pobresa.

## Poblacions més properes
El següent diagrama mostra les poblacions més properes.